# Özünlə apar
«Özünlə apar» (укр. Візьми мене з собою) — пісня азербайджанського співака Fahree у співпраці з Ількіном Довлатовим, з якою вони представляли Азербайджан на Пісенному конкурсі Євробачення 2024 в Мальме, Швеція, після внутрішнього відбору національним мовником Іджтімай Телевізія. Пісня написана англійською та азербайджанською мовами, що робить її першою заявкою країни на Євробаченні, де переважно звучить азербайджанська мова.

## Про пісню
Пісня написана Fahree, Едгаром Равіном, Хасаном Гайдаром, Мадо Саліхом і Мілою Майлз, і містить традиційний азербайджанський вокал мугаму від Ількіна Довлатова.
«Özünlə Apar» — це особиста подорож пошуку надії та сили через любов. Спочатку Фахрі — це людина, яка «прожила самостійне життя» і переживає «внутрішній хаос і нерозгадані таємниці», що викликає відчуття самотності, тривоги та сумнівів у собі. Зрештою, це пісня про кохання, що фіксує особисту боротьбу та подорож до любові до себе та внутрішнього світу, та присвячена дівчині Фахрі. «Özünlə Apar» є твердженням про те, що мужність не заперечує емоцій і почуттів. Однак коли правильна людина починає тримати за руку, «тягар [його] життя просто зникає», і він знаходить у собі сили вийти з темряви. В «Özünlə Apar» любов не тільки має силу «[залікувати] всі шрами», але й дає Фахрі можливість «[розірвати] ланцюги» в собі, а саме його турботи та тривоги.
У пісні також звучить мугам у виконанні Ількіна Довлатова, форма традиційної азербайджанської етномузики, яка вважається класичною музикою Азербайджану. Виступаючи фоном для «хаосу», «тягарів» і «ураганів», які переживає Фахрі, мугам уособлює силу й могутність людської душі. Хоча внутрішня сила іноді може загубитися в тіні, вона завжди залишається всередині. Так само, як сам мугам, вид мистецтва, який витримав випробування часом і незабаром буде продемонстрований на сцені Євробачення новій аудиторії.

## Пісенний конкурс Євробачення 2024

### Внутрішній відбір
Азербайджанська телекомпанія İctimai Television підтвердила участь у Євробаченні 2024 та призначила внутрішній відбір для подачі заявок до 14 липня 2023 року. 29 жовтня 2023 року відбулися живі прослуховування 15 артистів, включно з Fahree. 6 листопада в İTV оголосили, що обрали короткий список із 6 виконавців, до якого увійшли Fahree, а також окреме тріо з Ількіна Довлатова, Етібара Асадлі та Міла Майлз, яка також є одною з композиторів «Özünlə apar». Попри початкові повідомлення про те, що останніми двома учасниками, між якими стоятиме вибір, стали тріо та Айсель, представниця Азербайджану на Євробаченні 2018 року, 7 березня було оголошено, що Fahree представлятиме країну в Мальме. Однак 13 березня 2024 року стало відомо, що один з учасників тріо — Ількін — супроводжуватиме Fahree.

### На Євробаченні
Пісенний конкурс Євробачення 2024 відбувся на Мальме-Арені в Мальме, Швеція, і складався з двох півфіналів, які відбулися 7 і 9 травня відповідно, і фіналу 11 травня 2024 року. Під час жеребкування 30 січня 2024 року Азербайджан потрапив до другої половини першого півфіналу шоу та виступав під 12 номером. Пісня «Özünlə apar» здобула 11 балів від глядачів та посіла 14 місце (з 15-ти), що не дозволило Азербайджану кваліфікуватися до фіналу Євробачення 2024.

Фрагменти виступу на Євробаченні 2024
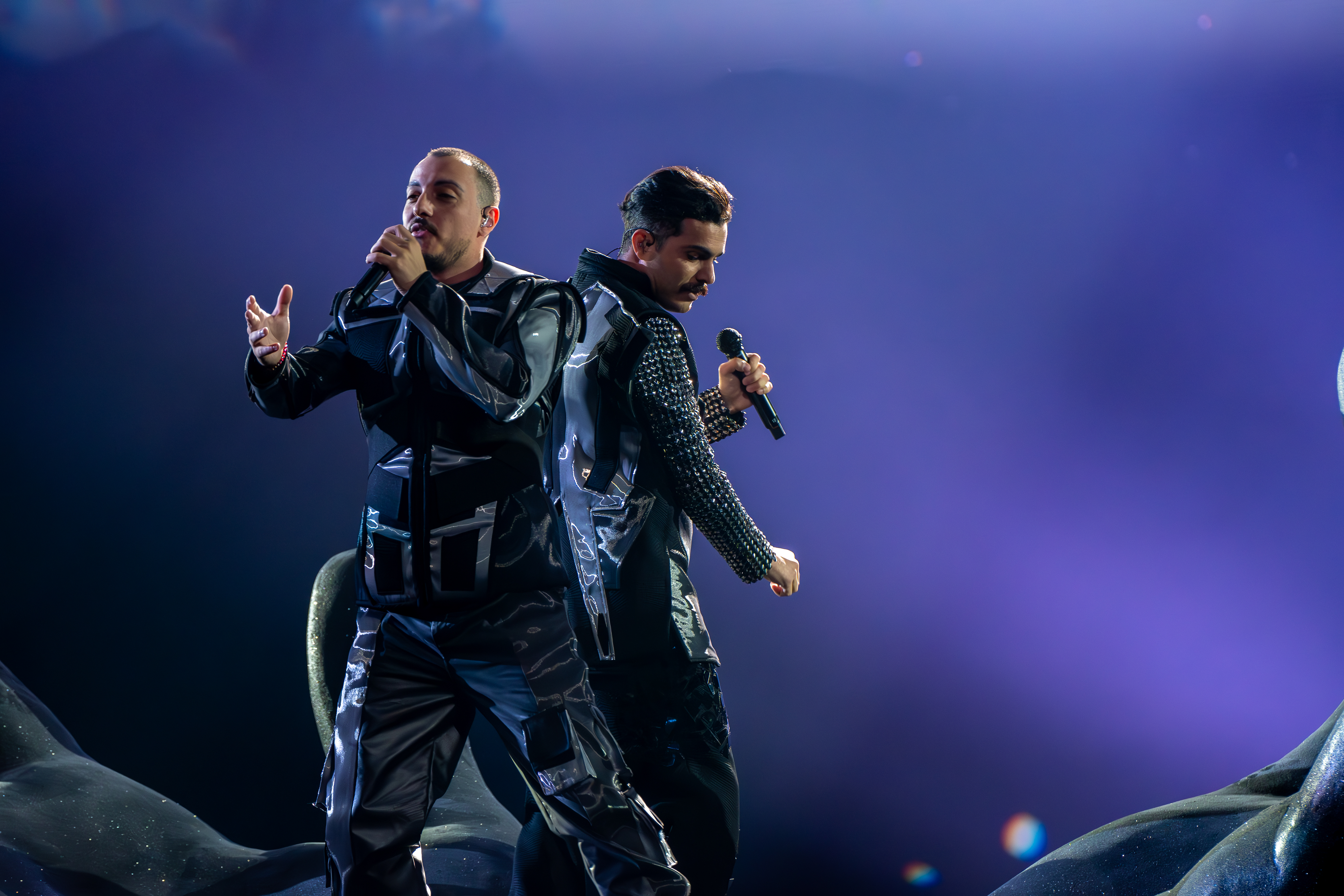
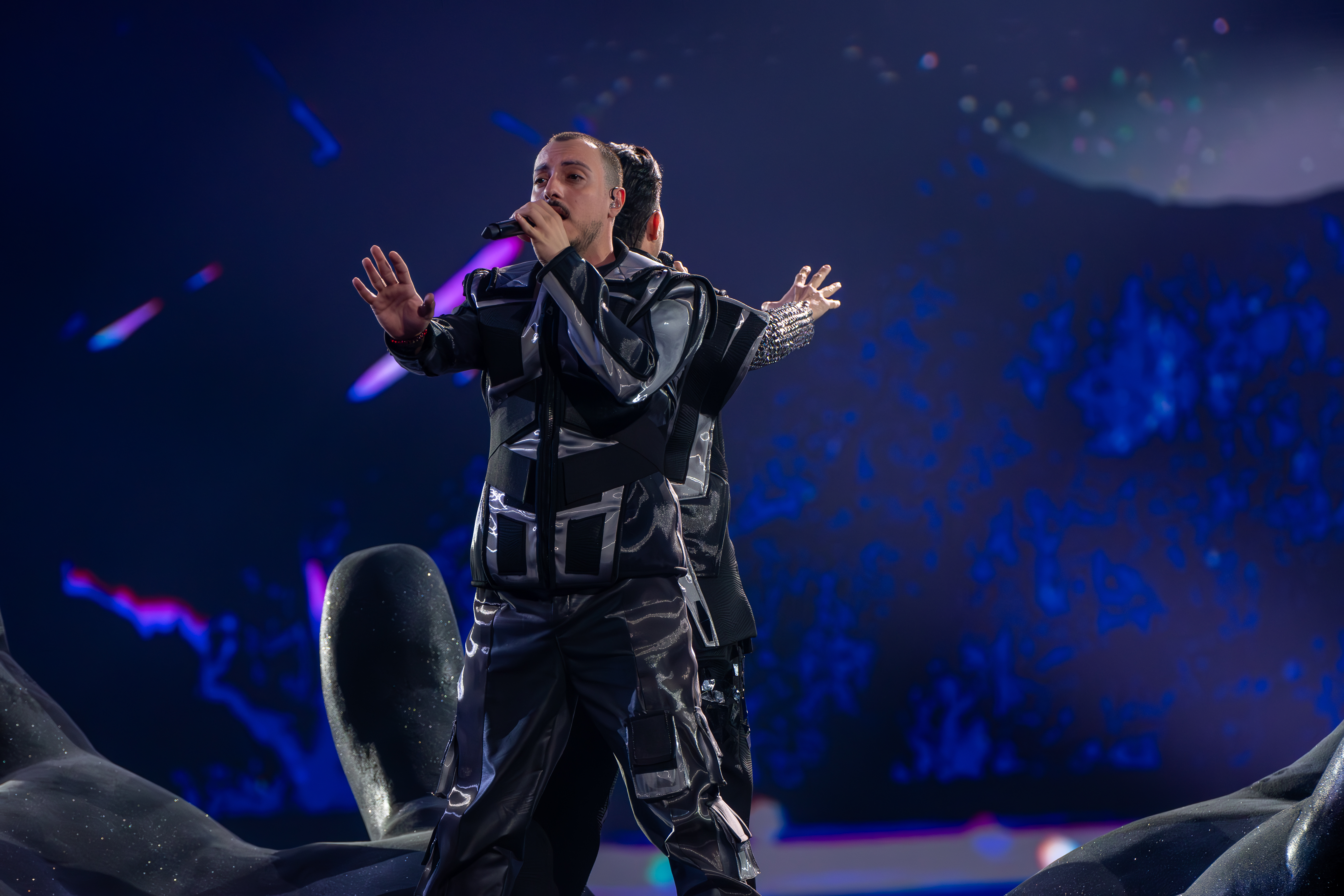
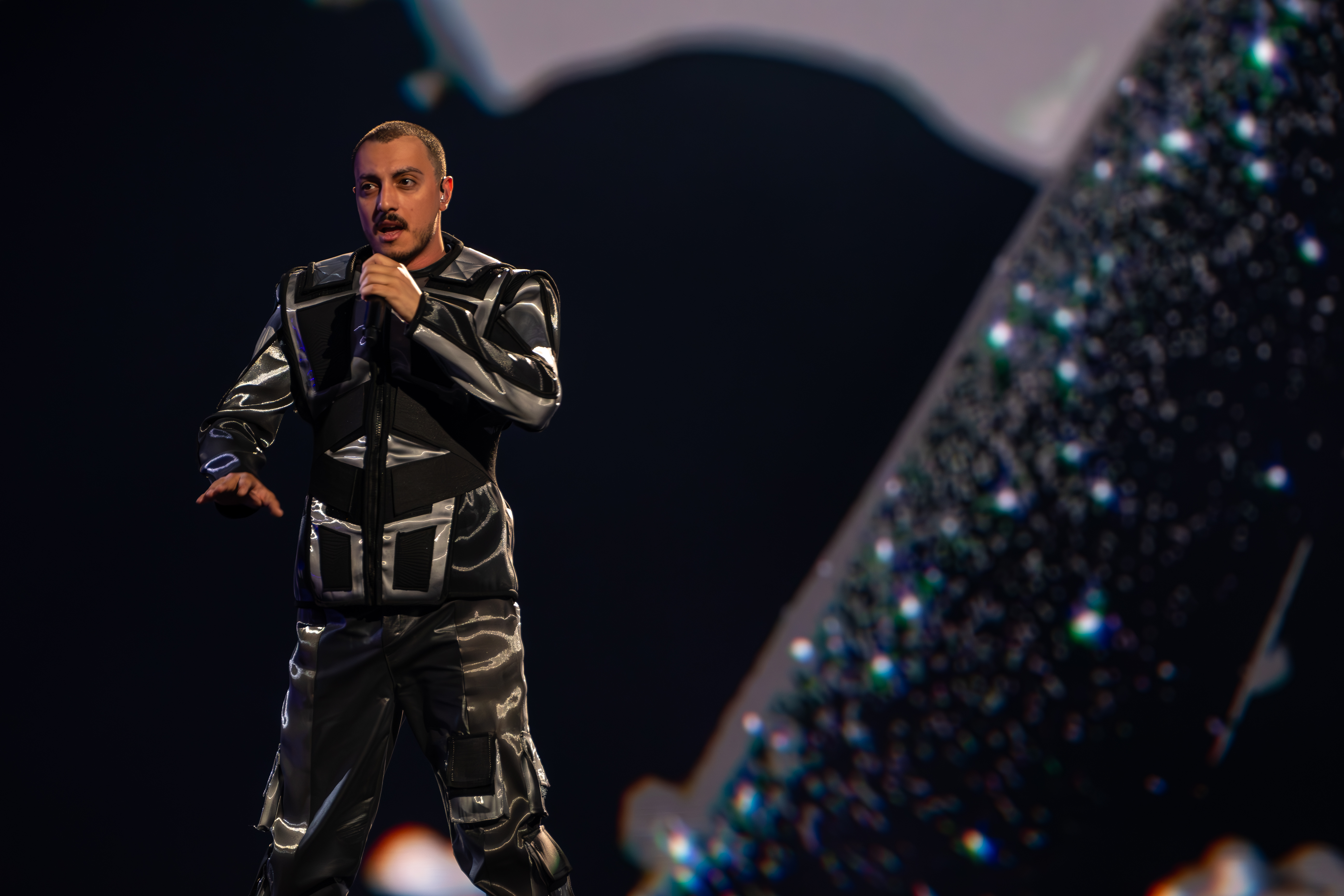
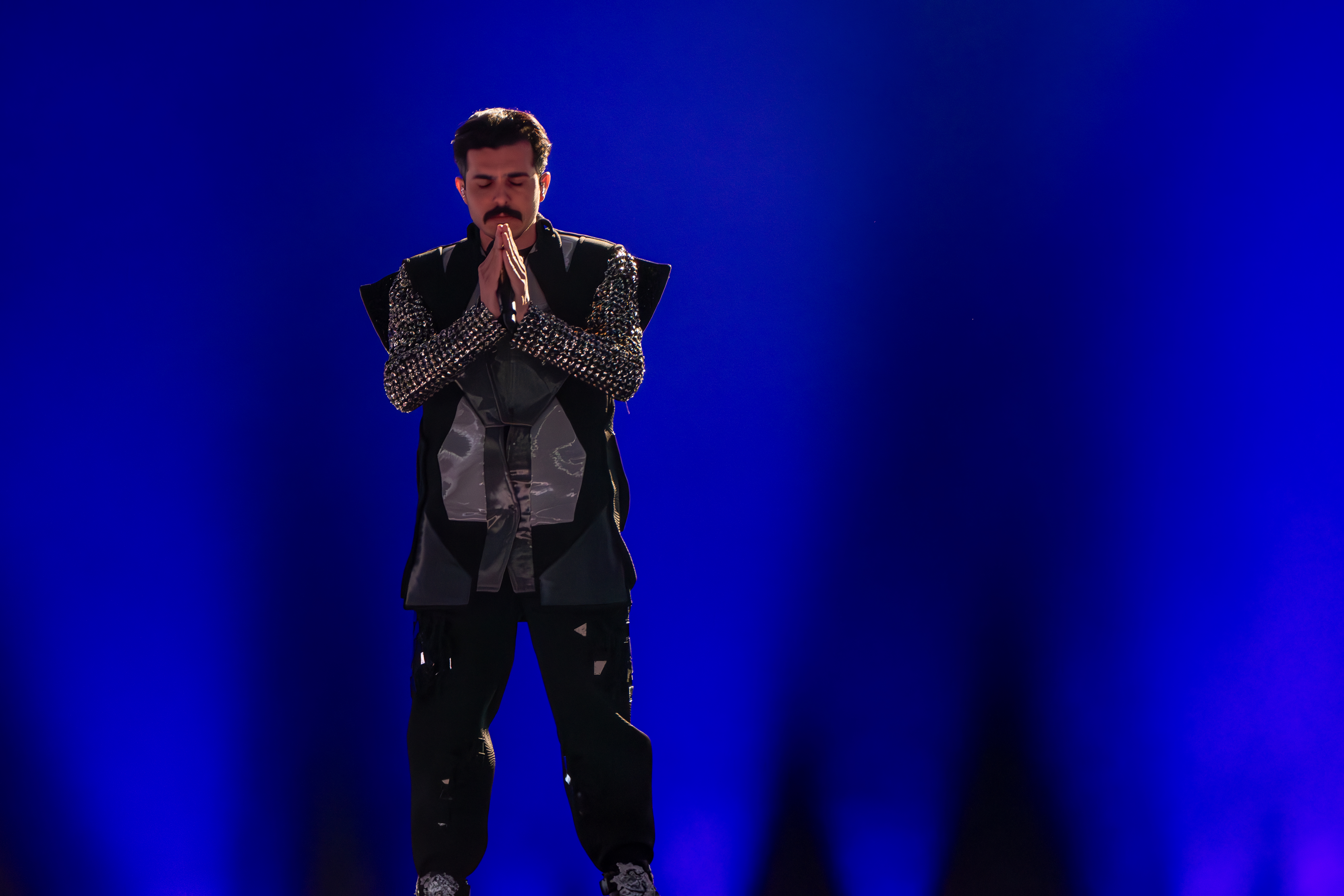
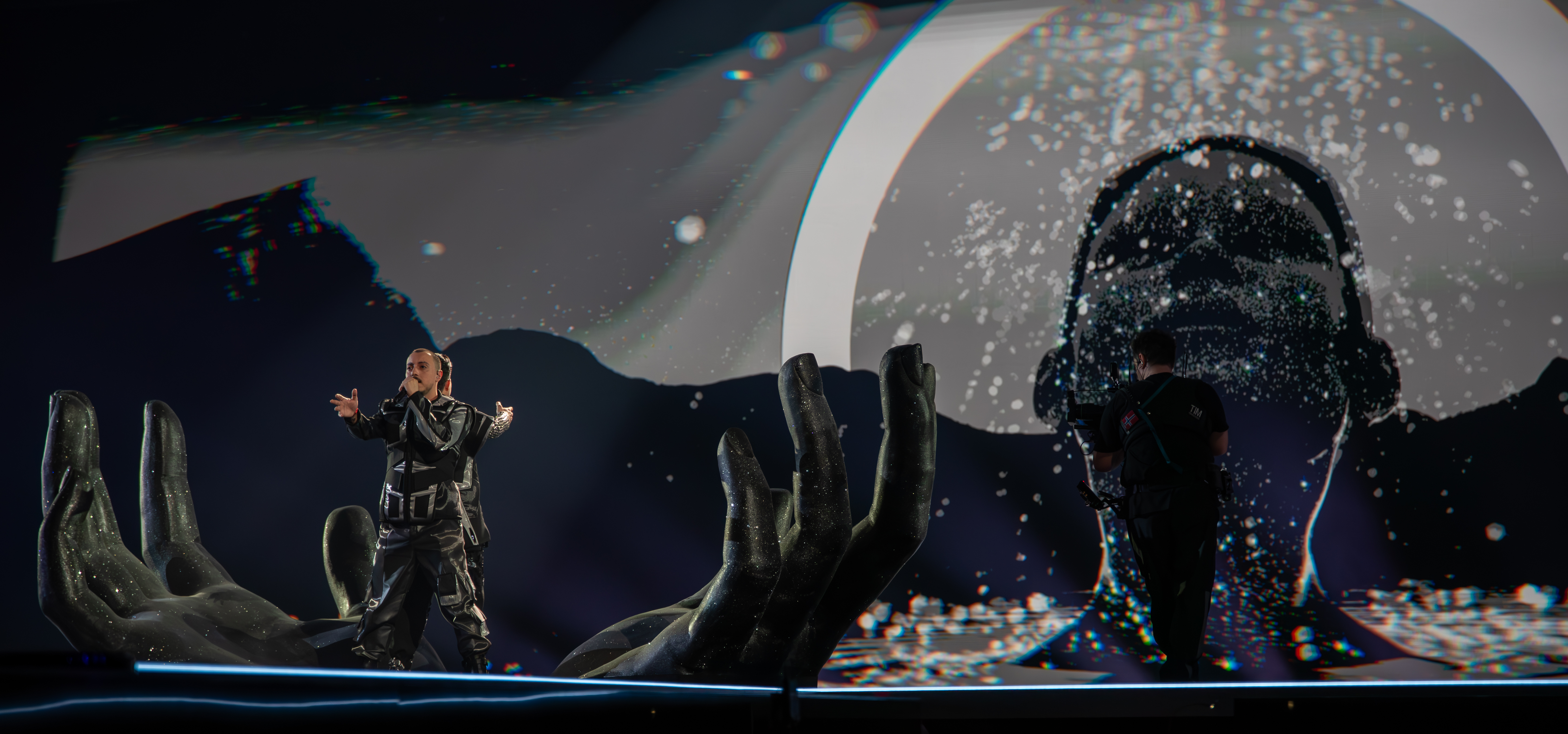